# Dichochrysa flexuosa
Dichochrysa flexuosa är en insektsart som först beskrevs av X.-k. Yang och C.-k. Yang 1990.  Dichochrysa flexuosa ingår i släktet Dichochrysa och familjen guldögonsländor. Inga underarter finns listade i Catalogue of Life.